# 라우궉긴
라우궉긴(광둥어: 劉國堅 Lau4gwok3 gin1,중국어 정체자: 劉國堅, 병음: Lín Guójiān 류궈젠[*], 한자음: 유국견,  영어: Lau Kwok Kin,1977년 1월 17일~)은 홍콩의 펜싱 선수, 지도자로 주 종목은 플뢰레이다. 2008년 하계 올림픽에 홍콩 대표로 참가했다.